# سنوات الرصاص (إيطاليا)
يُستخدم مصطلح سنوات الرصاص (بالإيطالية: Anni di piombo) للدلالة على فترة الاضطراب الاجتماعي والسياسي في إيطاليا التي استمرت من ستينيات القرن العشرين حتى أواخر الثمانينيات، اتسمت هذه الفترة بموجة من الإرهاب السياسي اليميني واليساري المتطرفين.
يُعتبر غالبًا أن سنوات الرصاص بدأت مع بداية إضرابات خريف إيطاليا الساخن عام 1969 (مصطلح يشير إلى سلسلة من الإضرابات الكبيرة في المصانع والمراكز الصناعية في شمال إيطاليا، حيث طالب العمال بأجور أفضل وظروف أفضل وكان هناك أكثر من 440 ساعة إضراب في المنطقة، حيث فضت الشرطة تجمعات للطلاب والعمال بعد سلسلة من الاعتصامات القصيرة المؤثرة التي استمرت لعدة أيام)؛ موت الشرطي أنتونيو أناروما في نوفمبر عام 1969 وتفجير بيازا فونتانا في ديسمبر من ذلك العام، الذي أسفر عن مقتل سبعة عشر شخصًا، وارتكبه يمينيون متطرفون في ميلانو، والذي أعقبه في نفس الشهر موت العامل الأناركي اليساري أثناء احتجازه من قِبل الشرطة لاشتباههم به في جريمة لم يرتكبها.
يُحتمل أن أصل هذا المصطلح جاء إشارةً إلى عدد من عمليات إطلاق الرصاص في تلك الفترة، أو إلى الفيلم الألماني الشهير ماريان وجوليان الذي صدر في عام 1981، وصدر في إيطاليا باسم Anni di piombo (أي سنوات الرصاص) وركز على حياة اثنين من أعضاء جماعة الجيش الأحمر اليسارية المتطرفة المسلحة في ألمانيا الغربية، التي اكتسبت سمعةً سيئةً في تلك الفترة.

## اضطرابات واسعة النطاق في العقدين السابع والثامن من القرن العشرين
كان هناك صراع اجتماعي واسع النطاق وأعمال إرهابية لم يسبق لها مثيل قامت بها جماعات شبه عسكرية يمينية ويسارية على حدٍ سواء. أدت محاولة تأييد الحركة الاجتماعية الإيطالية الفاشية الجديدة (إم إس آي) من جانب مجلس وزراء تامبروني إلى أعمال شغب لم تدم طويلًا. بلغت انتفاضات العمال واسعة النطاق وتعاون مجموعات الناشطين الطلابية المؤيدة لحركة ثقافة الستينات المضادة مع عمال المصانع من الطبقة العاملة والمنظمات اليسارية الراديكالية المؤيدة للعمال مثل مجموعتي بوتير أوبيرايو ولوتا كونتينوا ذروتها فيما يسمى «الخريف الساخن» في عام 1969، وهي سلسلة ضخمة من الإضرابات في المصانع والمراكز الصناعية في شمال إيطاليا. شاعت إضرابات الطلاب والإضرابات العمالية، التي غالبًا ما قادها العمال أو اليساريون أو العمال المتعاطفون مع اليسارية أو النشطاء الماركسيون على نحو متزايد، وغالبًا ما تدهورت إلى اشتباكات بين الشرطة والمتظاهرين الذين يتكونون كثيرًا من العمال والطلاب والناشطين وغالبًا من المتشددين اليساريين.
في الوقت نفسه، استغلت مختلف الجماعات المتشددة والإرهابية اليمينية المتطرفة والفاشية الجديدة هذه الاضطرابات وحاولت دفع إيطاليا نحو الفاشية من خلال عمليات الإرهاب. في أجواء الحرب الباردة هذه، والتي يتعاظم فيها الخوف من أن تصبح الشيوعية قوة مهيمنة في إيطاليا، زُعم أن هذه المجموعات كانت مدعومةً إلى حد ما من قبل بعض الجهات المعادية للشيوعية والمعادية اليسارية.[بحاجة لمصدر]
كان للتابعين للحزب الديمقراطي المسيحي (دي سي) دور فعال في وصول الحزب الاشتراكي الإيطالي (بّي إس آي) إلى السلطة في العقد السابع من القرن العشرين، وأسسوا مع بعضهم تحالفًا. أنهى اغتيال زعيم الحزب الديمقراطي المسيحي ألدو مورو في عام 1978 إستراتيجية التسوية التاريخية بين الحزب الديمقراطي المسيحي والحزب الشيوعي الإيطالي، ونفذت عملية الاغتيال منظمة الألوية الحمراء، بقيادة ماريو موريتي. نُسبت 428 جريمة قتل إلى العنف السياسي على شكل تفجيرات واغتيالات وحرب شوارع بين الفصائل المتشددة المتنافسة بين عامي 1968 و1988.

## التسلسل الزمني

### 1969

#### الاحتجاجات العامة
هزت الاحتجاجات العامة إيطاليا في عام 1969، ونشطت فيها الحركة الطلابية اليسارية الماركسية الاستقلالية التي خصوصًا، ما أدى لاحتلال مصنع سيارات فيات ميرافيوري في تورنتو.

#### مقتل أنتونيو أناروما
في 19 نوفمبر من عام 1969، قُتل أنتونيو أناروما، وهو شرطي من ميلانو، في أعمال شغب قام بها متظاهرون من اليسار المتطرف، وقد كان أول موظف مدني يموت في موجة العنف.

#### تفجير بيازا فونتانا
فُجِّر النصب التذكاري لفيتوريو إمانويلي الثاني وبنك العمل الوطني في روما والبنك التجاري الإيطالي والبنك الزراعي الوطني في ساحة فونتانا في ميلانو في شهر ديسمبر.